# Counter-Attack and Other Poems
Counter-Attack and Other Poems – tomik wierszy angielskiego poety Siegfrieda Sassoona, jednego z najważniejszych twórców pokolenia I wojny światowej (choć nieuwzględnionego w Historii literatury angielskiej Przemysława Mroczkowskiego), opublikowany w 1918 nakładem wydawnictwa Heinemann. Był on jego drugim zbiorkiem po tomie The Old Huntsman, wydanym w 1917. W omawianym zbiorku znalazły się najlepsze wojenne wiersze Sassoona. Zawiera prawie utworów. Wśród nich znalazły się wiersze The Troops, tytułowy Counter-Attack, The Rear-Guard, Wirers, Attack, Dreamers i How to Die, oraz The Effect, Twelve Months After, The Fathers, Base Details i The General, jak również Suicide in the Trenches. Oprócz tego w zbiorku zmieściły się sonety Glory of Women, The Investiture i Trench Duty. Do najbardziej znanych wierszy poety zalicza się też Break of Day.